# آرنولد زومرفلد
آرنولد یوهانس ویلهلم زومرفلد (۵ دسامبر ۱۸۶۸–۲۶ آوریل ۱۹۵۱) فیزیکدان نظری آلمانی بود که در توسعه فیزیک اتمی و کوانتومی پیشرو بود و تعداد زیادی دانشجو را برای عصر جدید فیزیک نظری پرورش داد. او بیشترین برنده جایزه نوبل را در فیزیک تربیت کرده‌است. او عدد کوانتومی دوم (عدد کوانتومی سمتی) و عدد کوانتومی چهارم (عدد کوانتومی اسپین) را معرفی کرد. همچنین ثابت ساختار ریز را معرفی نمود و در نظریه موجی پرتو ایکس پیشتاز بود.